# クリスタル・ロウ
クリスタル・ロウ（Crystal Lowe、1981年1月20日 - ）は、カナダの女優。

## 出演作品
- アンデッド・ウェディング 半ゾンビ人間とそのフィアンセ
- オフロでGO!!!!! タイムマシンはジェット式（ゾーイ）
- ヤング・スーパーマン シーズン9
- ボディヒート／秘められた欲望
- YETI イエティ
- スターゲイト：アトランティス シーズン4
- クライモリ デッド・エンド
- BIONIC WOMAN バイオニック・ウーマン
- ファイナル・デッドコール 暗闇にベルが鳴る
- ファイナル・デッドコースター（アシュリン・ハルペリン）
- ハンティング
- アイ・スパイ